# Lucien Pascal (homme politique)
Pour les articles homonymes, voir Pascal.
Pour l'acteur, voir Lucien Pascal.
Lucien Pascal est un sculpteur et homme politique français.

## Biographie

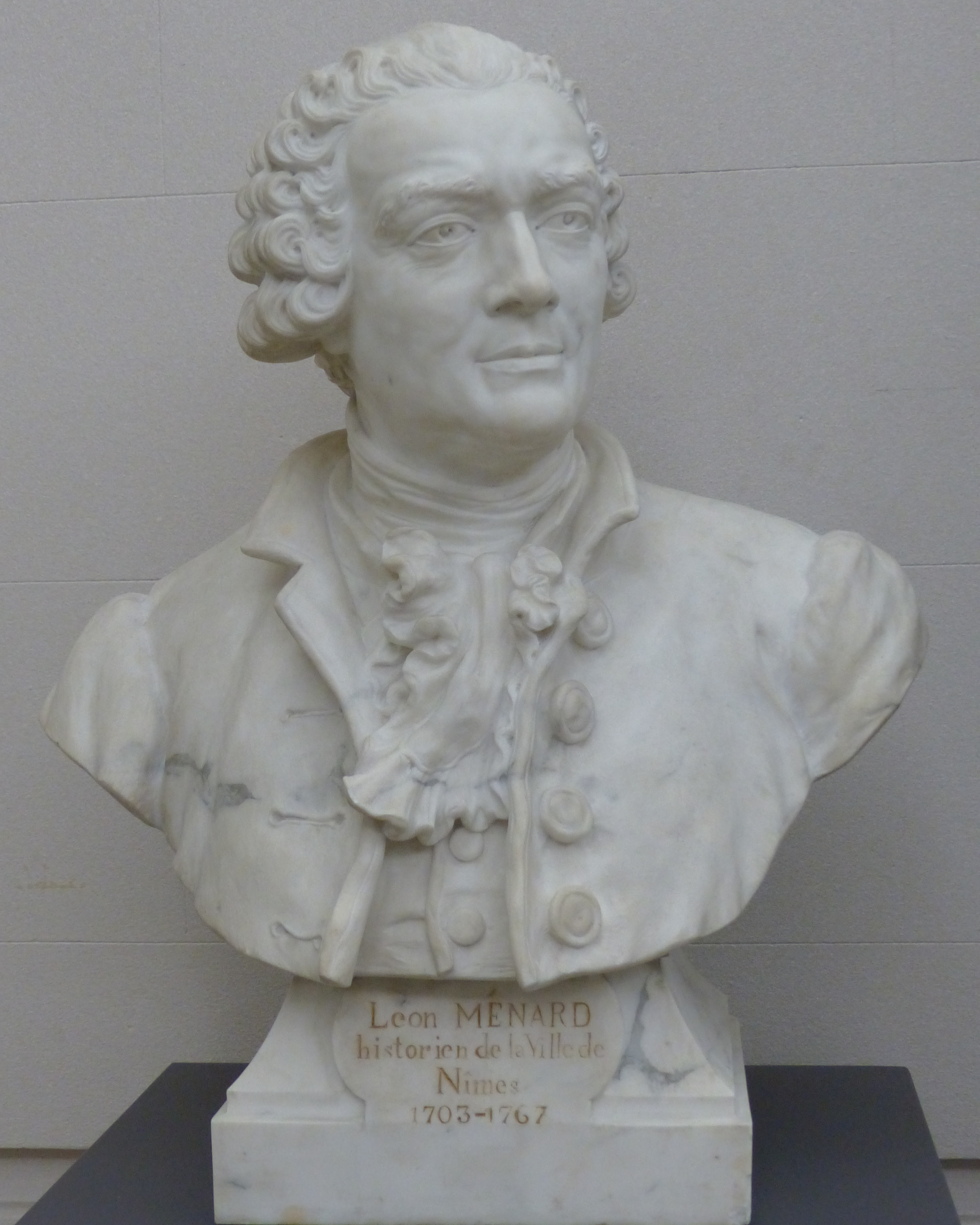
Son buste de Léon Ménard (1883).

Né en 1851 à Nîmes, sculpteur, enseignant de dessin au lycée de garçons, Lucien Pascal réalise le buste de l'historien nîmois Léon Ménard en 1883. Il réorganise l'école municipale de dessin, ainsi que celle des beaux-arts. Il est aussi à l'initiative d'un omnibus reliant la place des Carmes au mas Mathieu. 
Politiquement, il est proche de Numa Gilly. Le 6 avril 1889, il est élu maire en son remplacement par le conseil municipal. Mais il ne tarde pas à se rendre impopulaire, multipliant les querelles avec ses adjoints. Lorsque Gilly est libéré, il refuse de céder sa place, provoquant plusieurs démissions. Le 6 septembre, le conseil est dissout, ce qui provoque le bref retour de Gilly en octobre.
Auteur de publications sur la littérature locale, il prépare 1891 une vaste étude sur le « mouvement littéraire » provençal.